# Hylaeus mesillae
Hylaeus mesillae är en biart som först beskrevs av Cockerell 1896.  Hylaeus mesillae ingår i släktet citronbin, och familjen korttungebin. Inga underarter finns listade i Catalogue of Life.